# Coelioxys ambrosettii
Coelioxys ambrosettii är en biart som beskrevs av Holmberg 1918. Coelioxys ambrosettii ingår i släktet kägelbin, och familjen buksamlarbin. Inga underarter finns listade i Catalogue of Life.